# Phyllodes floralis
Phyllodes floralis är en fjärilsart som beskrevs av Butler 1883. Phyllodes floralis ingår i släktet Phyllodes och familjen nattflyn. Inga underarter finns listade i Catalogue of Life.

## Bildgalleri

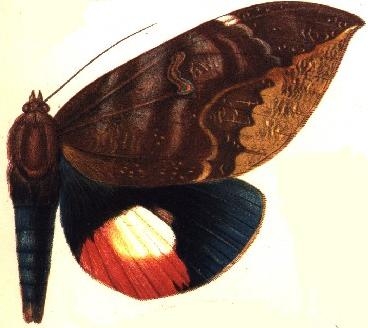